# Sepino
Sepino is een plaats in de Italiaanse regio Molise en ligt in de provincie Campobasso.
Het kleine Sepino ligt in een bosrijke omgeving ten oosten van de Monti del Matese vlak bij de grens met de regio Campanië. Het hedendaagse Sepino is in de 11e eeuw ontstaan en telt vele nauwe steegjes. De kerk Santa Cristina is er het belangrijkste gebouw.
Ten noorden van de plaats liggen de overblijfselen van de Romeinse stad Saepinum.